# Johann Wilhelm Haacke
Pour les articles homonymes, voir Haacke.
Johann Wilhelm Haacke est un zoologiste allemand, né le 23 août 1855 à Clenze en royaume de Hanovre et mort le 6 décembre 1912 à Lunebourg.

## Biographie
Il est le fils de Johann Wilhelm Haacke et de Wilhelmine Friederike Louise née Wacker. Il étudie la zoologie à l’université d'Iéna où il obtient son doctorat en 1878. Haacke devient assistant à l’université d'Iéna en 1878 puis à celle de Kiel l’année suivante.
Il émigre en Nouvelle-Zélande en 1881. Il se marie avec Emily von Bertouch en 1883, union dont naître un fils et une fille. De 1882 à 1884, il dirige le muséum d’Adélaïde en Australie. Haacke revient en Allemagne en 1886. Il dirige le zoo de Francfort-sur-le-Main de 1888 à 1893, enseigne la zoologie à l’université technique de Darmstadt de 1890 à 1897. Haacke étudie la morphologie des coraux et des méduses, l’évolution et est notamment le père du concept de l’orthogenèse.

## Liste partielle des publications
- Die Schöpfung der Tierwelt (Leipzig et Vienne, 1893).
- Gestaltung und Vererbung. Eine Entwickelungsmechanik der Organismen (Leipzig, 1893).
- Die Schöpfung des Menschen und seiner Ideale. Ein Versuch zur Versöhnung zwischen Religion und Wissenschaft (Iéna, 1895).
- Aus der Schöpfungswerkstatt (Berlin, 1897).
- Grundriss der Entwickelungsmechanik... (Leipzig, 1897).